# Masherbrum
Masherbrum is een 7821 meter hoge bergtop in de Pakistaanse Karakoram. Het is qua hoogte de 22e berg ter wereld en de 11e van Pakistan. De Masherbrum is de hoogste top in de Masherbrumbergen, een oost-west lopende bergketen. In het oosten zit de Masherbrum vast aan andere hoge toppen in dezelfde keten, zoals Mitre Peak en Chogolisa. Ten zuiden van de Masherbrum ligt het dal van Hushe, noordelijk van de berg ligt de van oost naar west stromende Baltorogletsjer. De Masherbrumbergen zijn deel van de "Kleine Karakoram" genoemd, ter onderscheid met de hogere "Grote Karakoram" aan de andere kant van de Baltorogletsjer.
De dominantie van de Masherbrum is 30,6 km en de topografische prominentie is 2457 meter (ten opzichte van Gasherbrum I). De dichtstbijzijnde hogere top is Broad Peak in het Gasherbrummassief.
Toen de Britse cartograaf Thomas G. Montgomerie de Karakoram als eerste opmat, noemde hij de Masherbrum K1, omdat het van west naar oost gezien voor hem de eerste hoge top was. De bewoners van Baltistan noemden de berg van oudsher Masherbrum, van mashadar (voorlader) en brum (berg). Dit omdat de berg de vorm van een primitief geweer heeft.
De makkelijkste route naar de top van de Masherbrum voert over de zuidoostgraad. Deze is te bereiken vanuit het zuiden, vanaf Hushe. De eerste beklimmers waren de Amerikanen George Irvin Bell (1926-2000) en Willi Unsoeld (1926-1979) op 6 juli 1960. Deze klimmers maakten deel uit van een Amerikaans-Pakistaanse expeditie. Twee dagen later zouden twee andere leden uit dezelfde expeditie eveneens de top bereiken.